# Mănăstirea Cergău Mic
Mănăstirea Cergău Mic este o mănăstire ortodoxă din România situată în comuna Cergău, județul Alba.

## Istoric și trăsături
A fost înființată în anul 2001. Cuprinde o biserică de lemn, un corp de chilii și o casă de locuit. Obște de călugări, ocrotitorul așezământului monahal fiind Sfântul Ierarh Ghelasie de la Râmeț.
„Mănăstirea Sfântul Ghelasie de la Cergăul Mic este o mănăstire nouă, dar prin patronul ei are rădăcini străvechi, în evul mediu transilvănean, când pentru noi ortodocșii era foarte greu.”—IPS Andrei

## Imagini

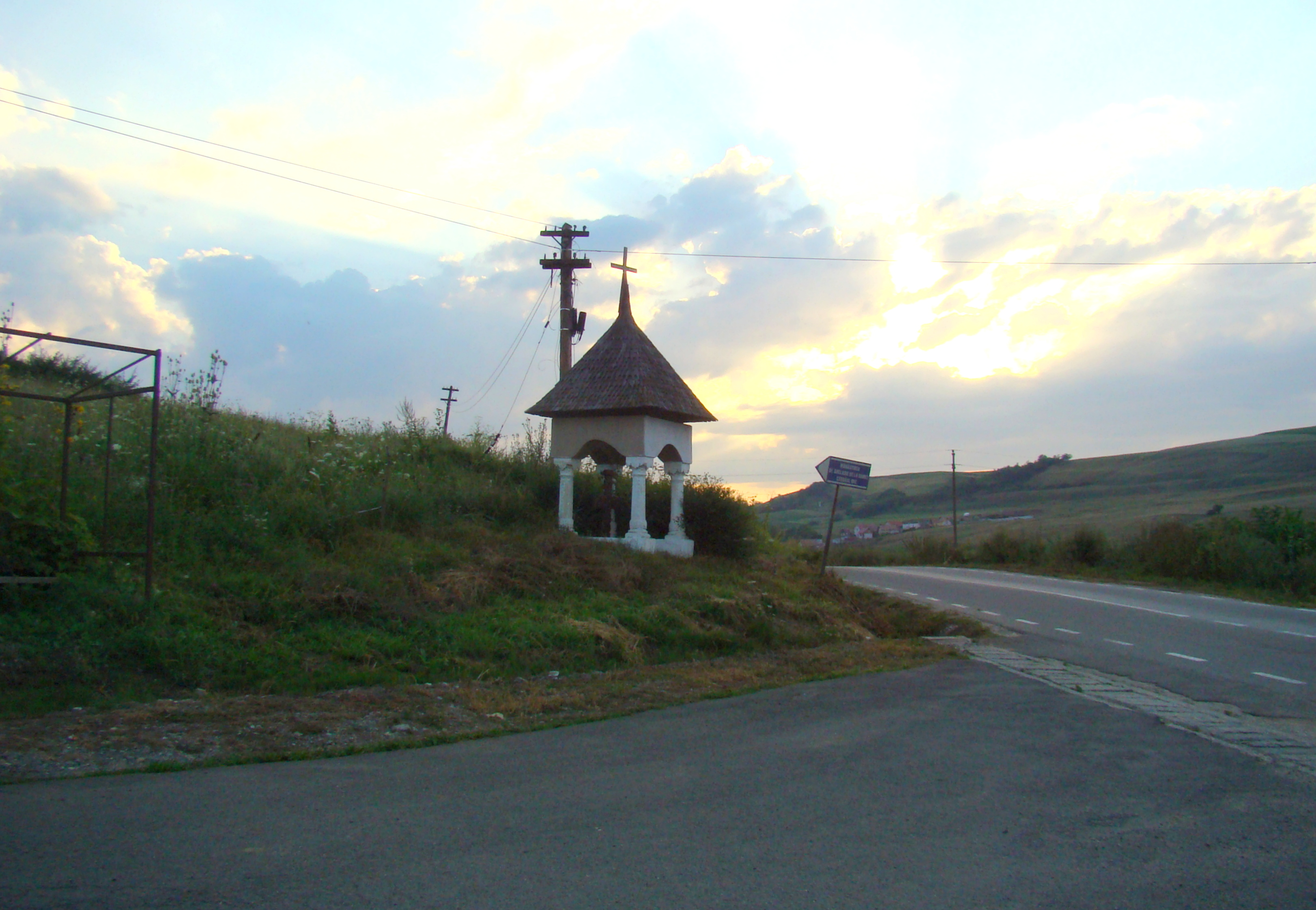
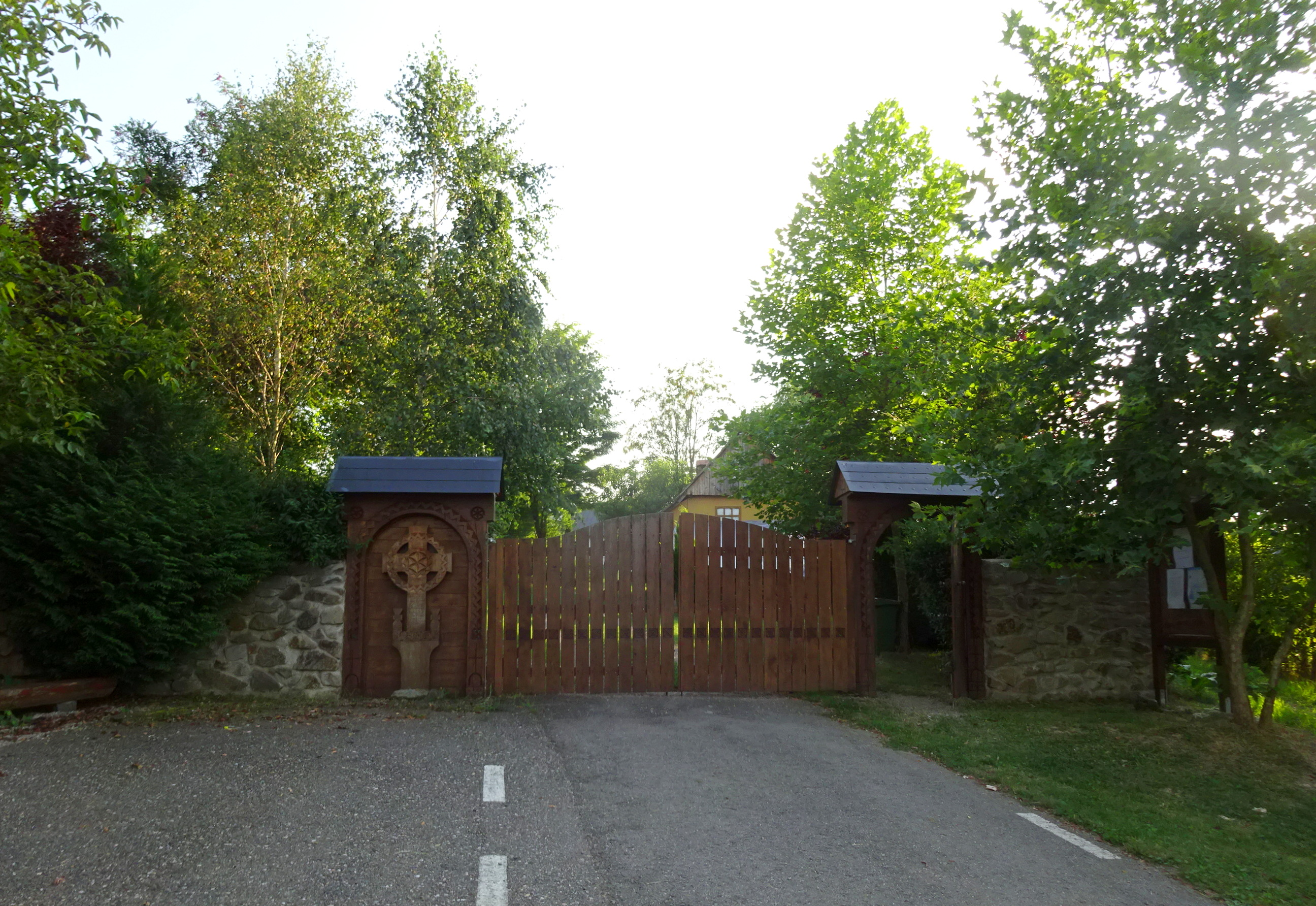
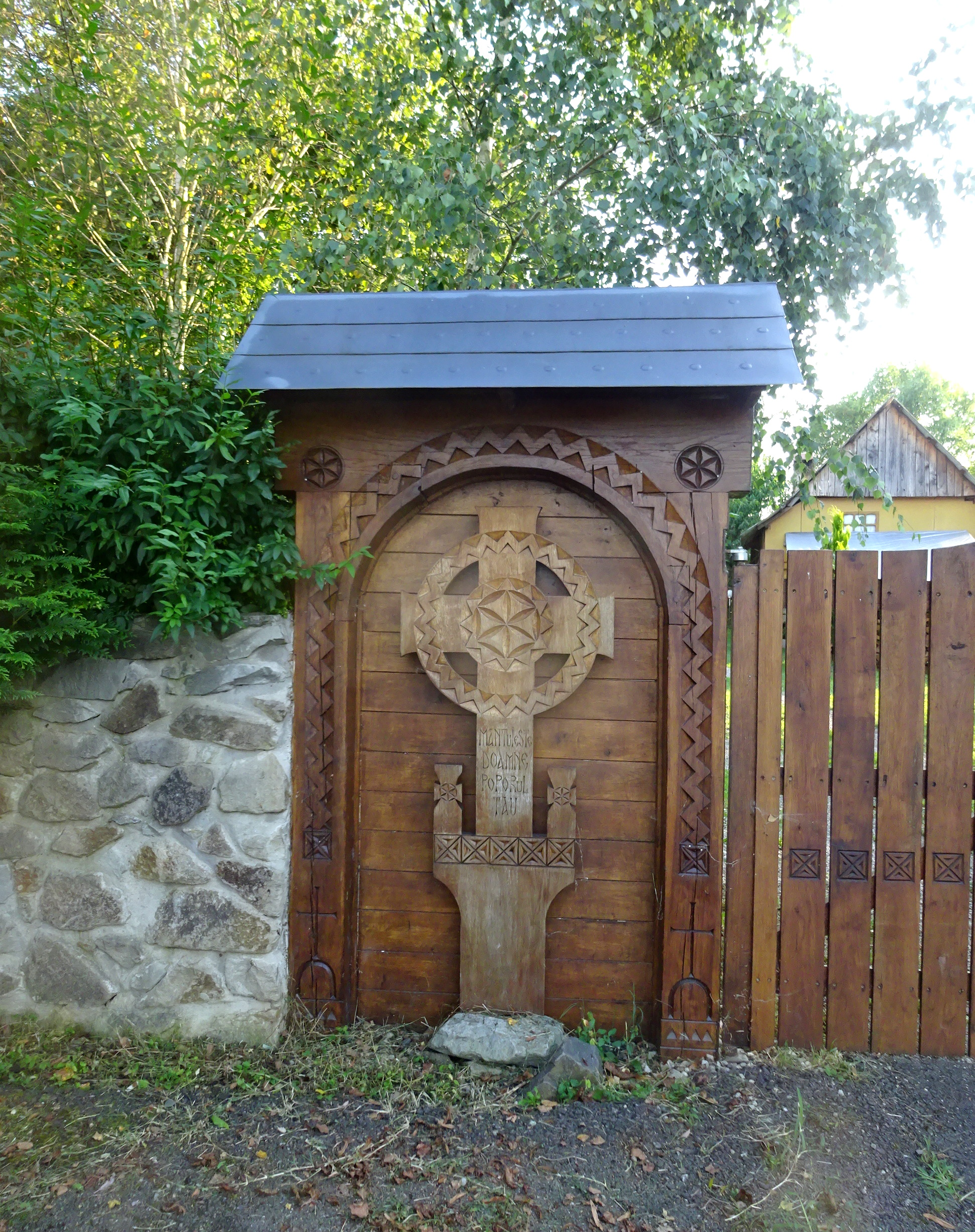
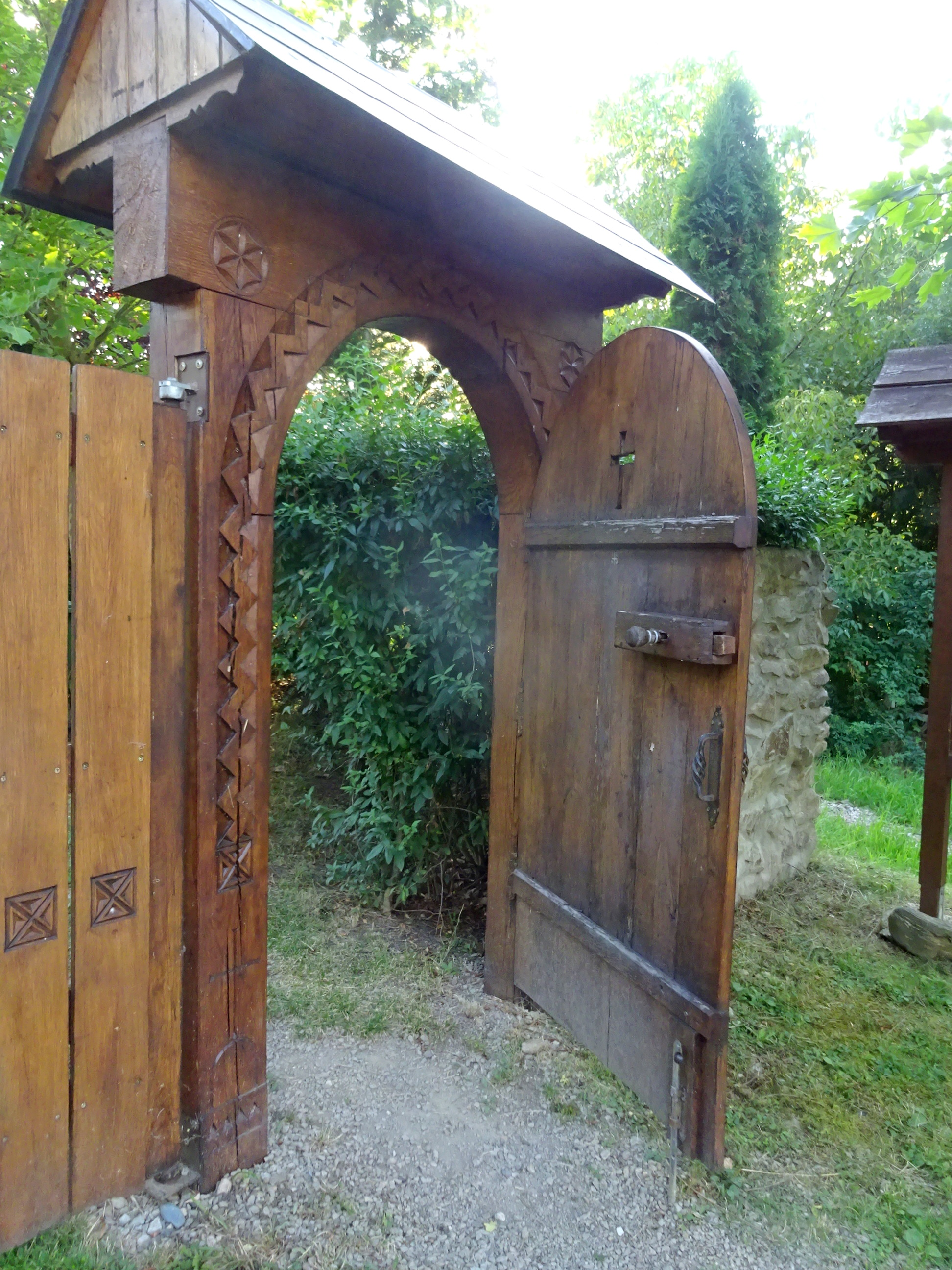
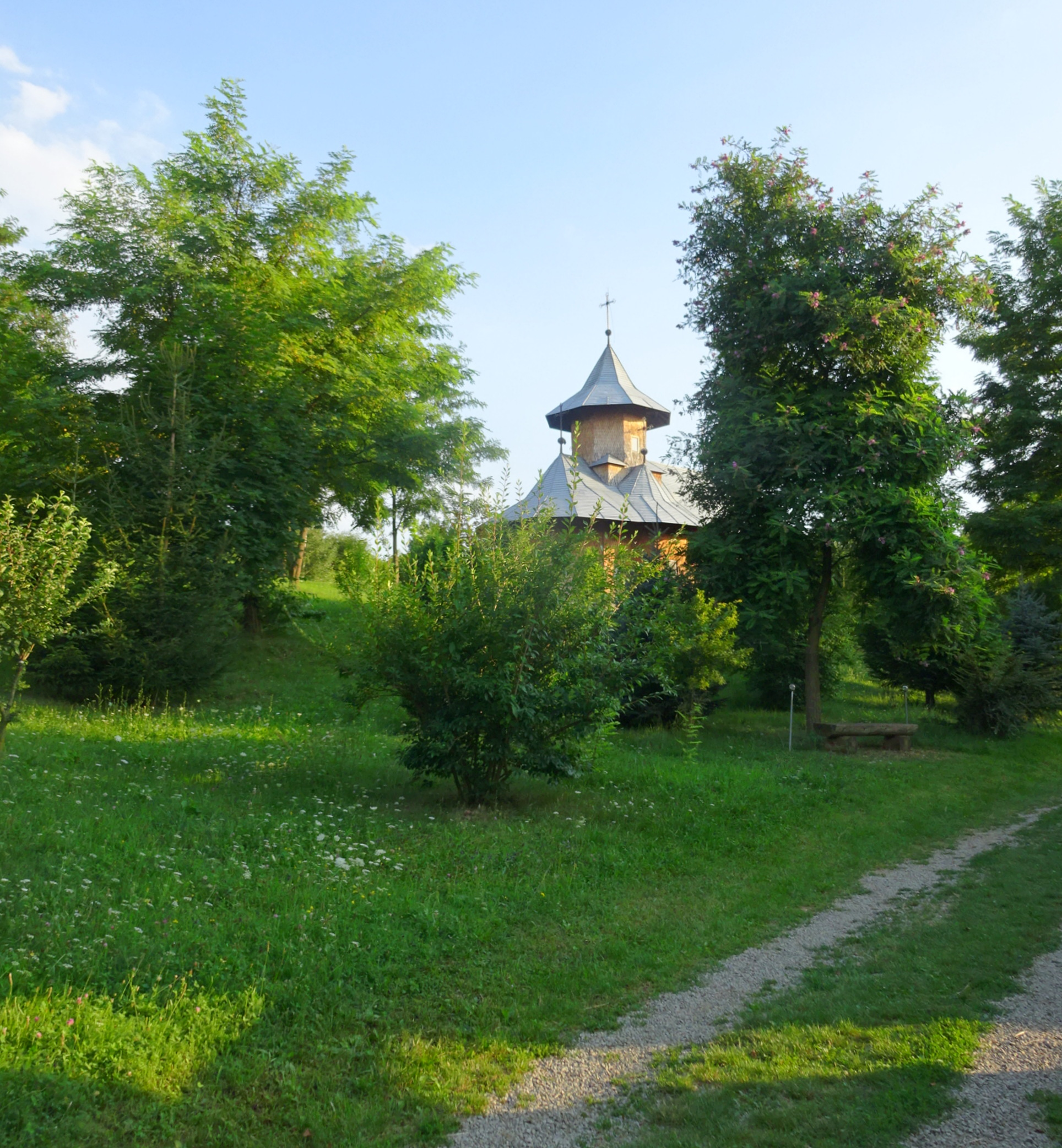
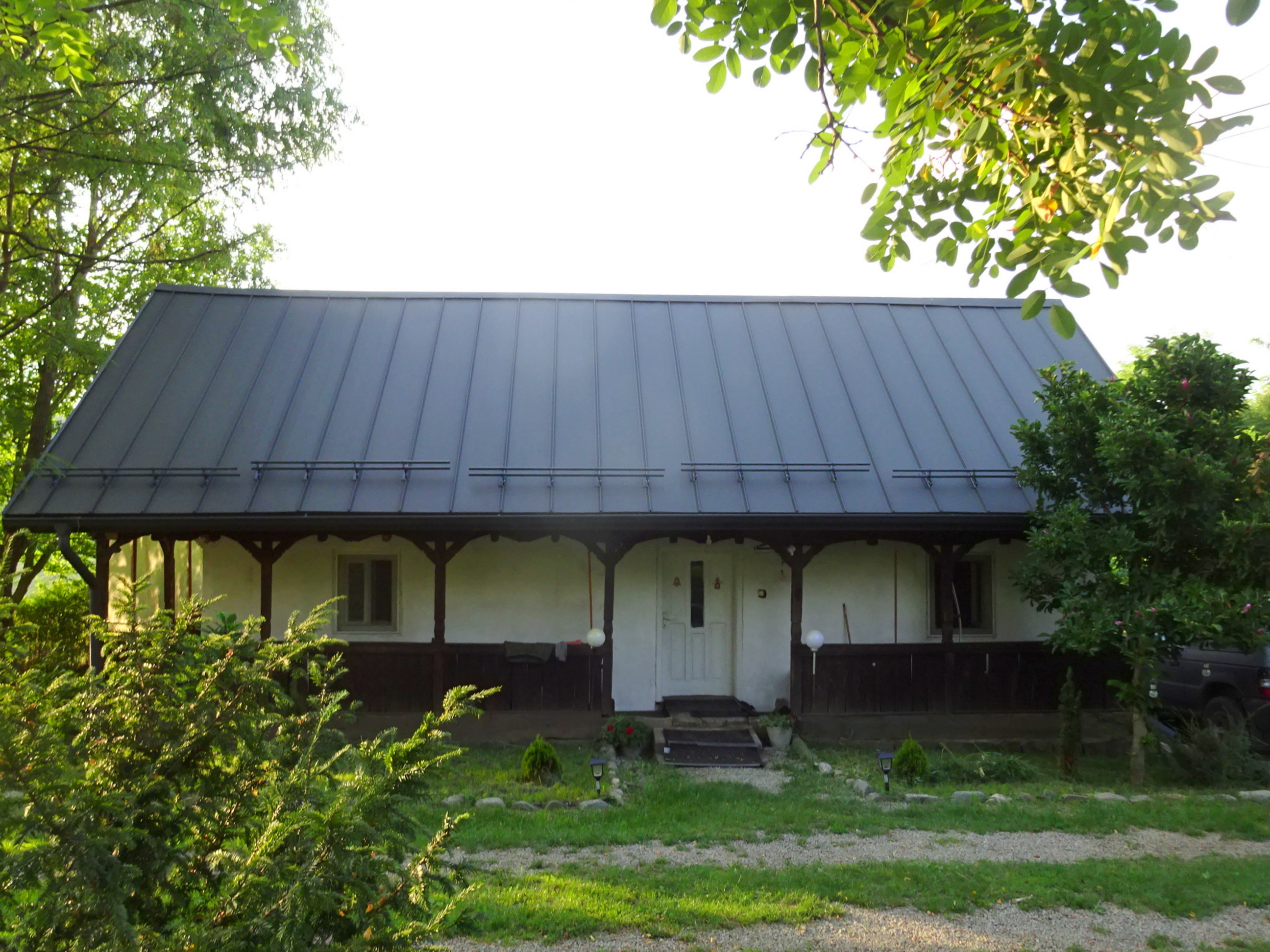
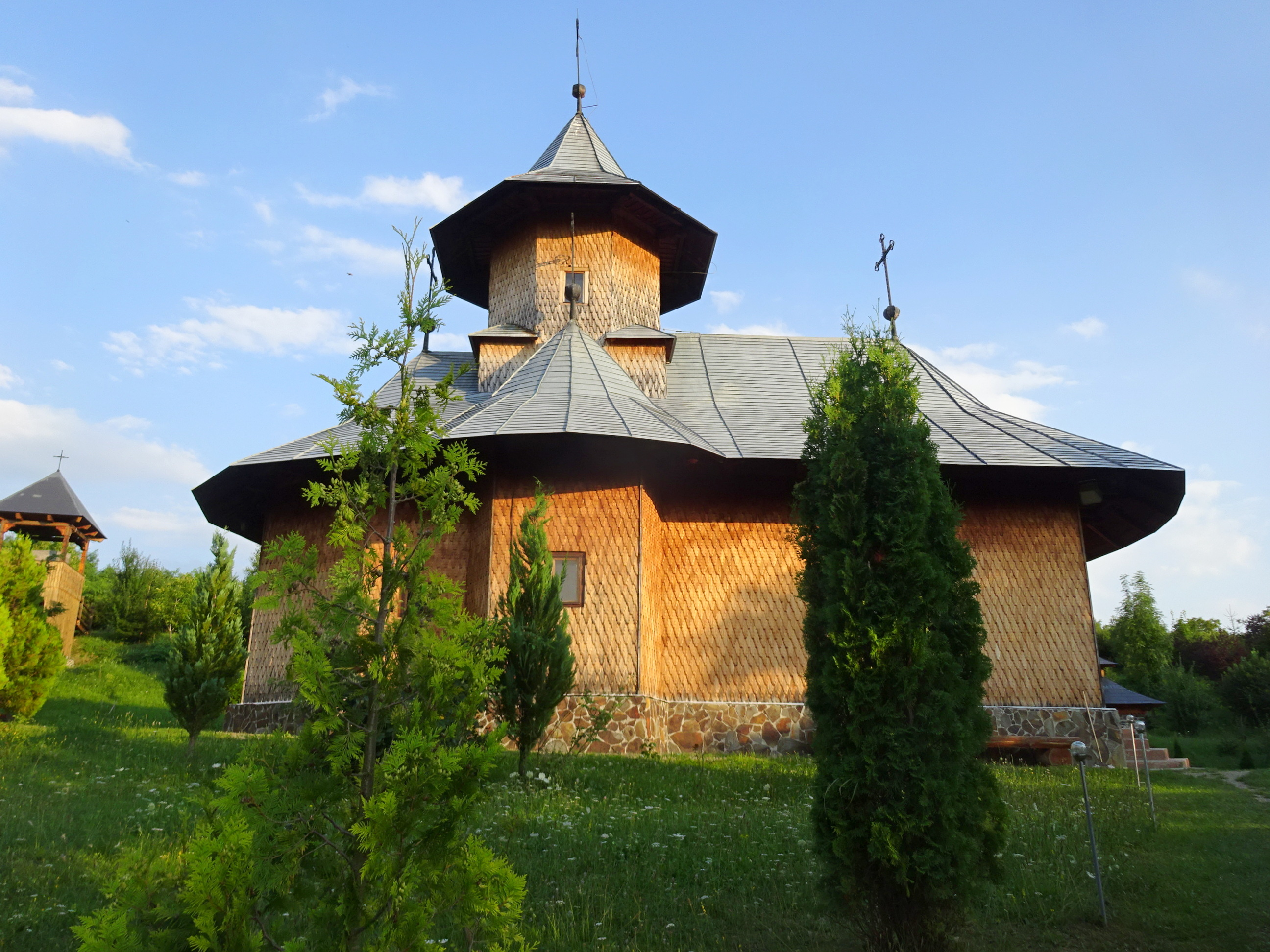
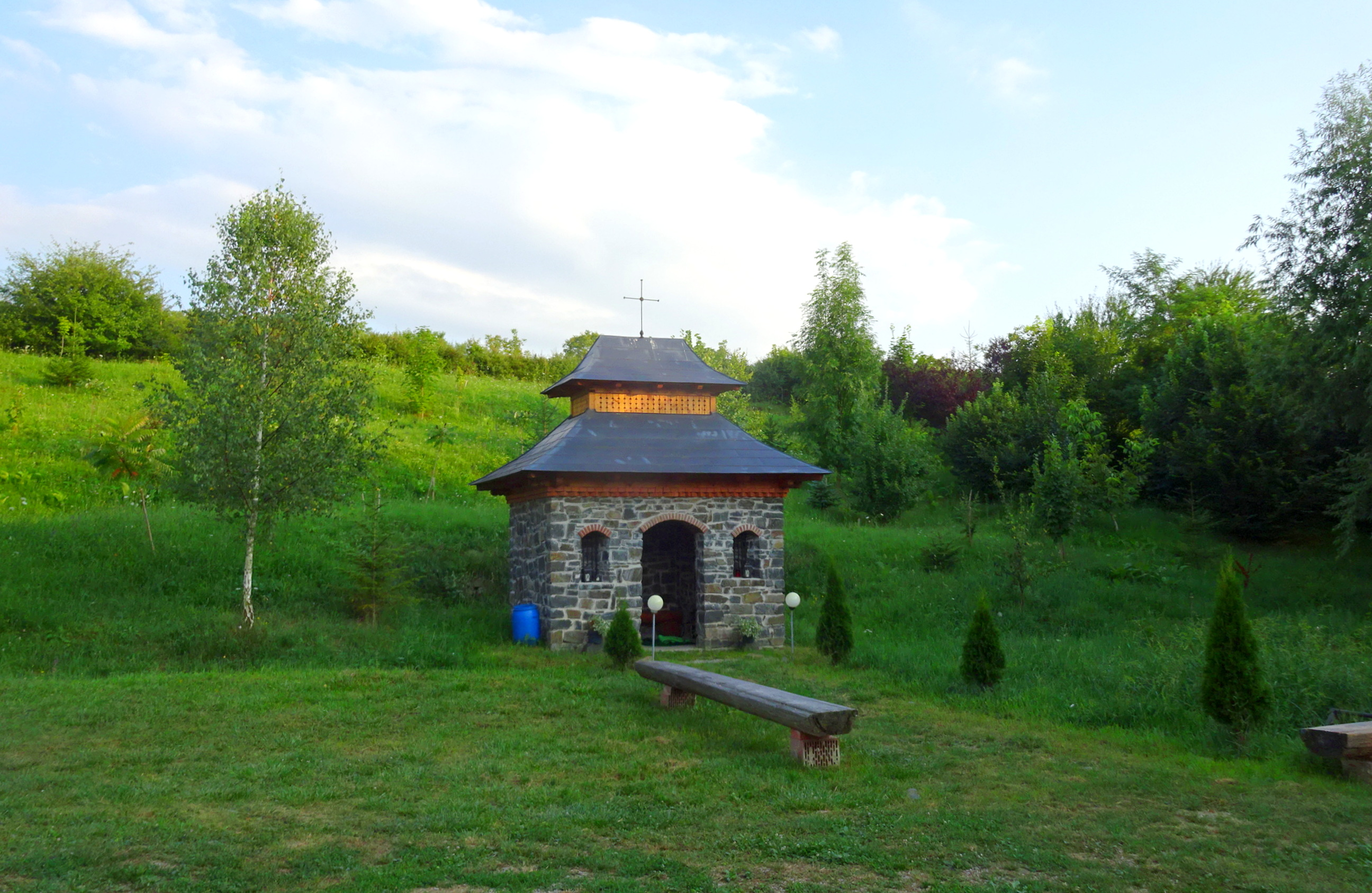
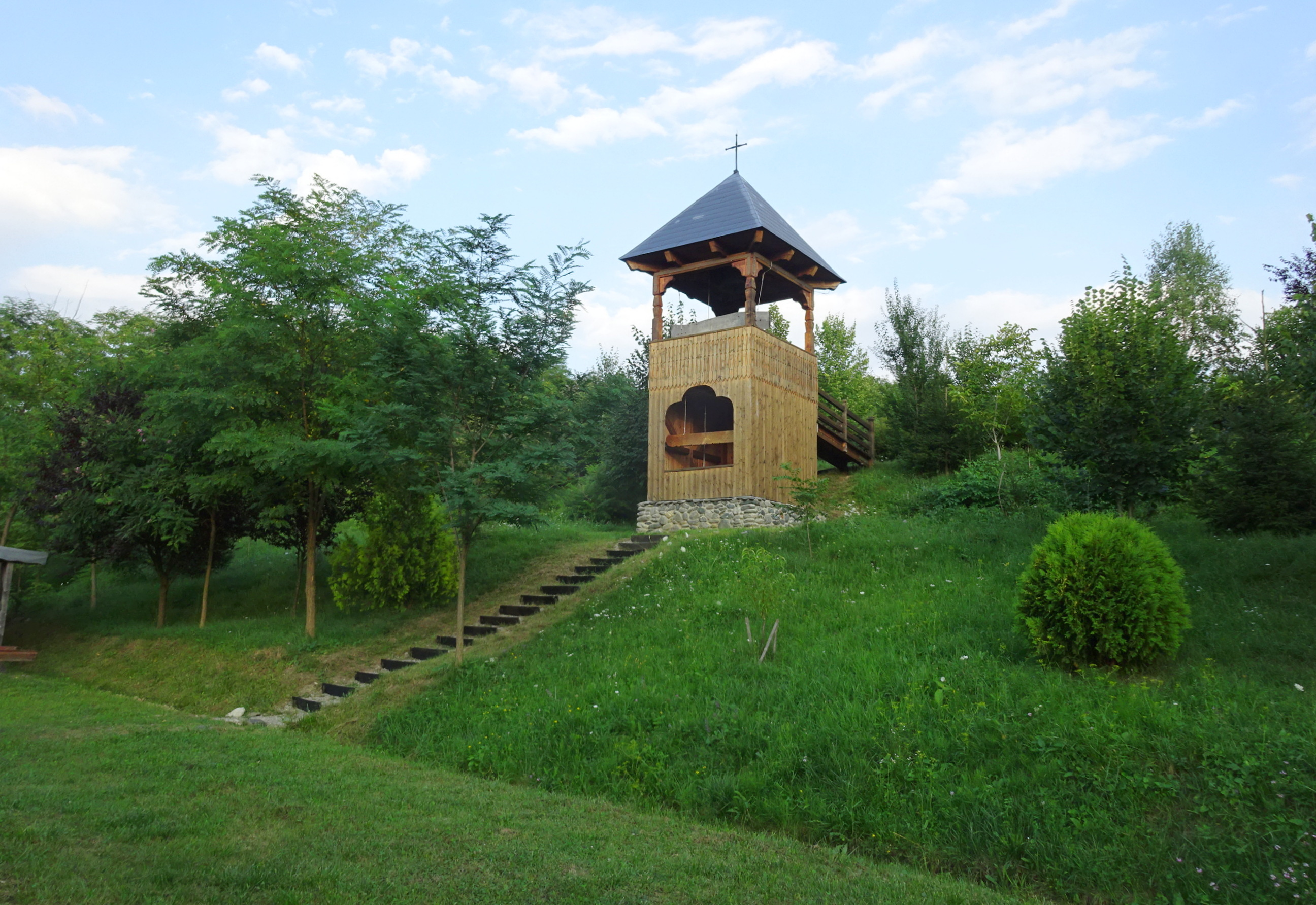
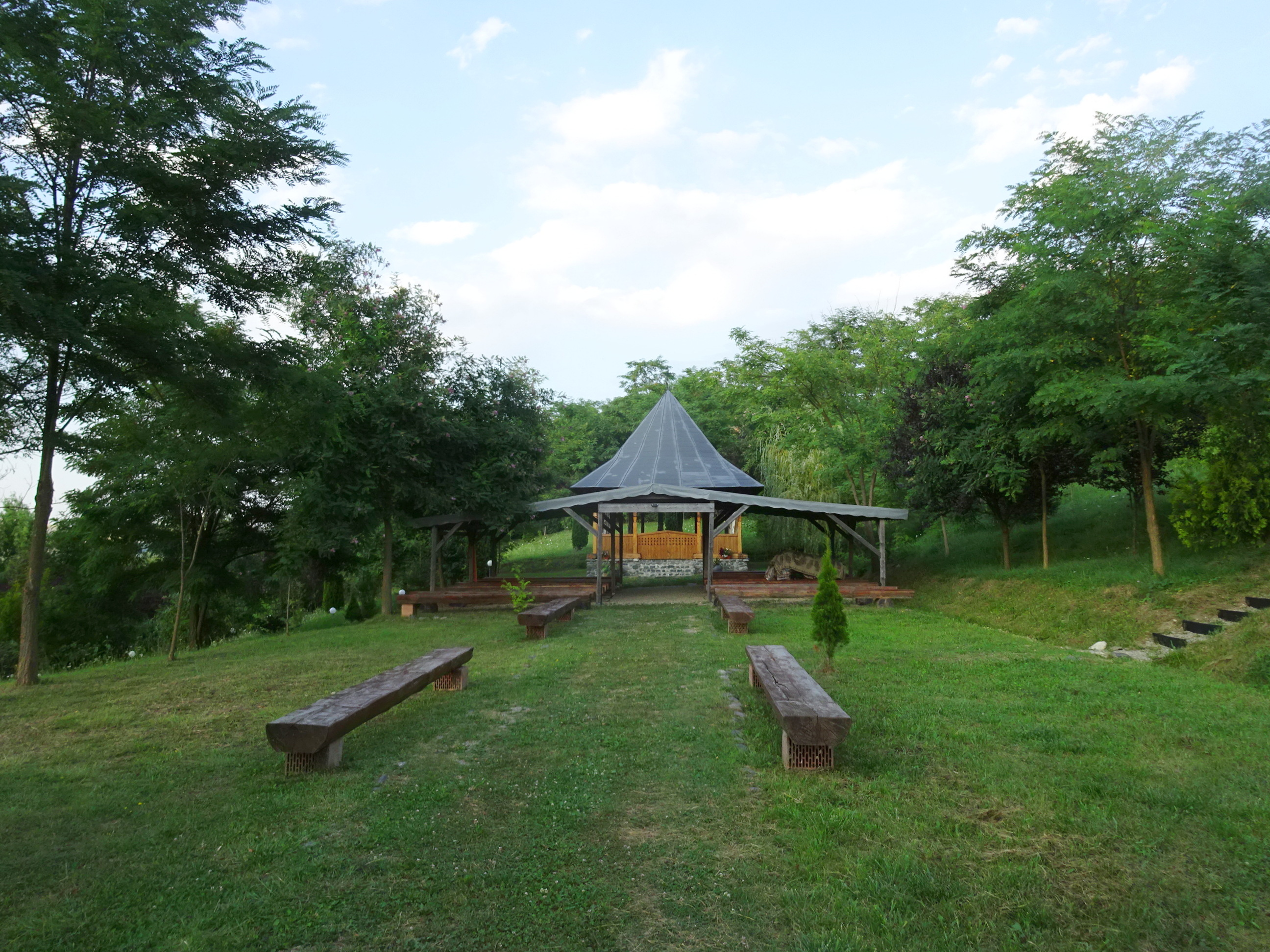
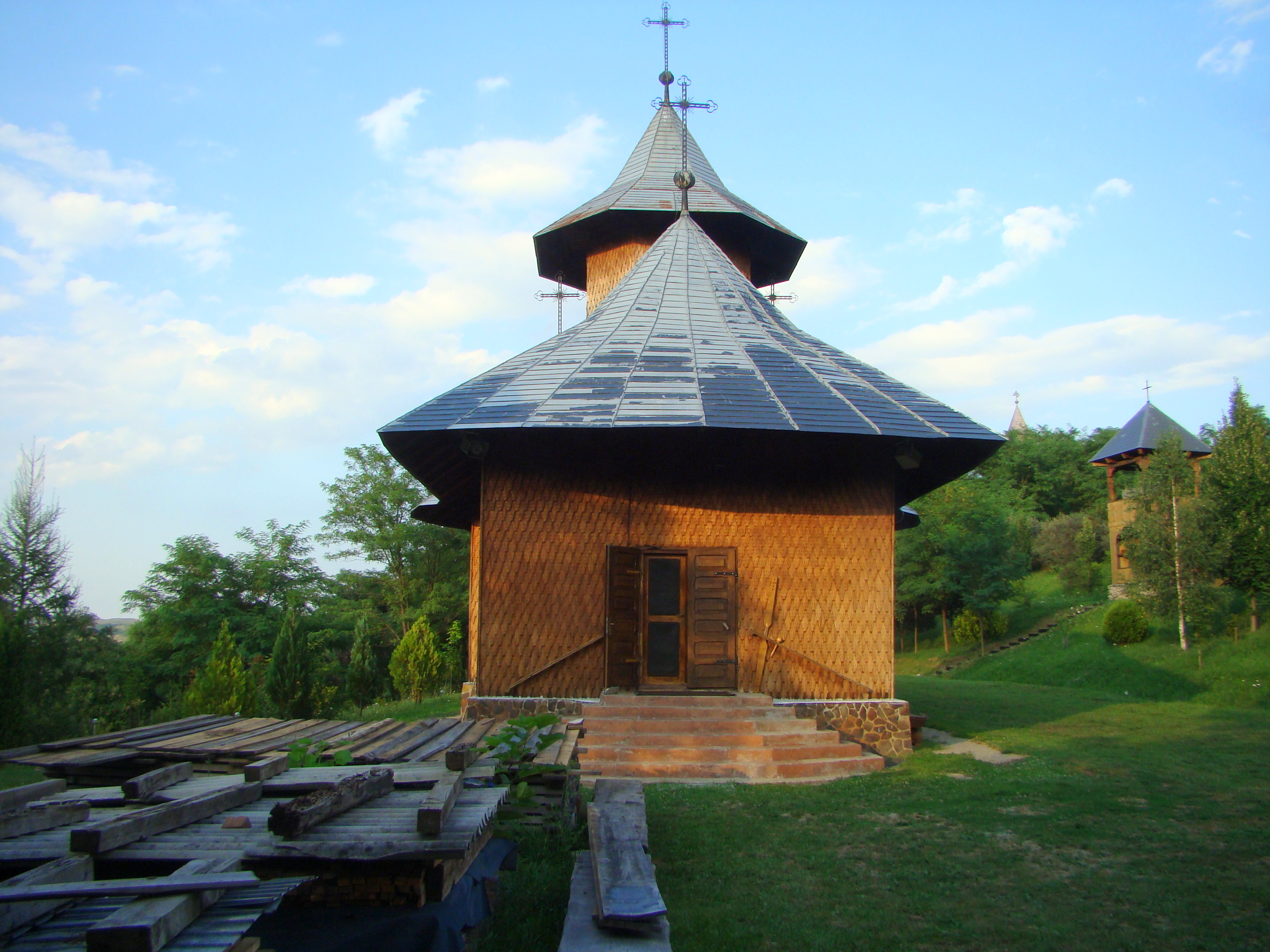
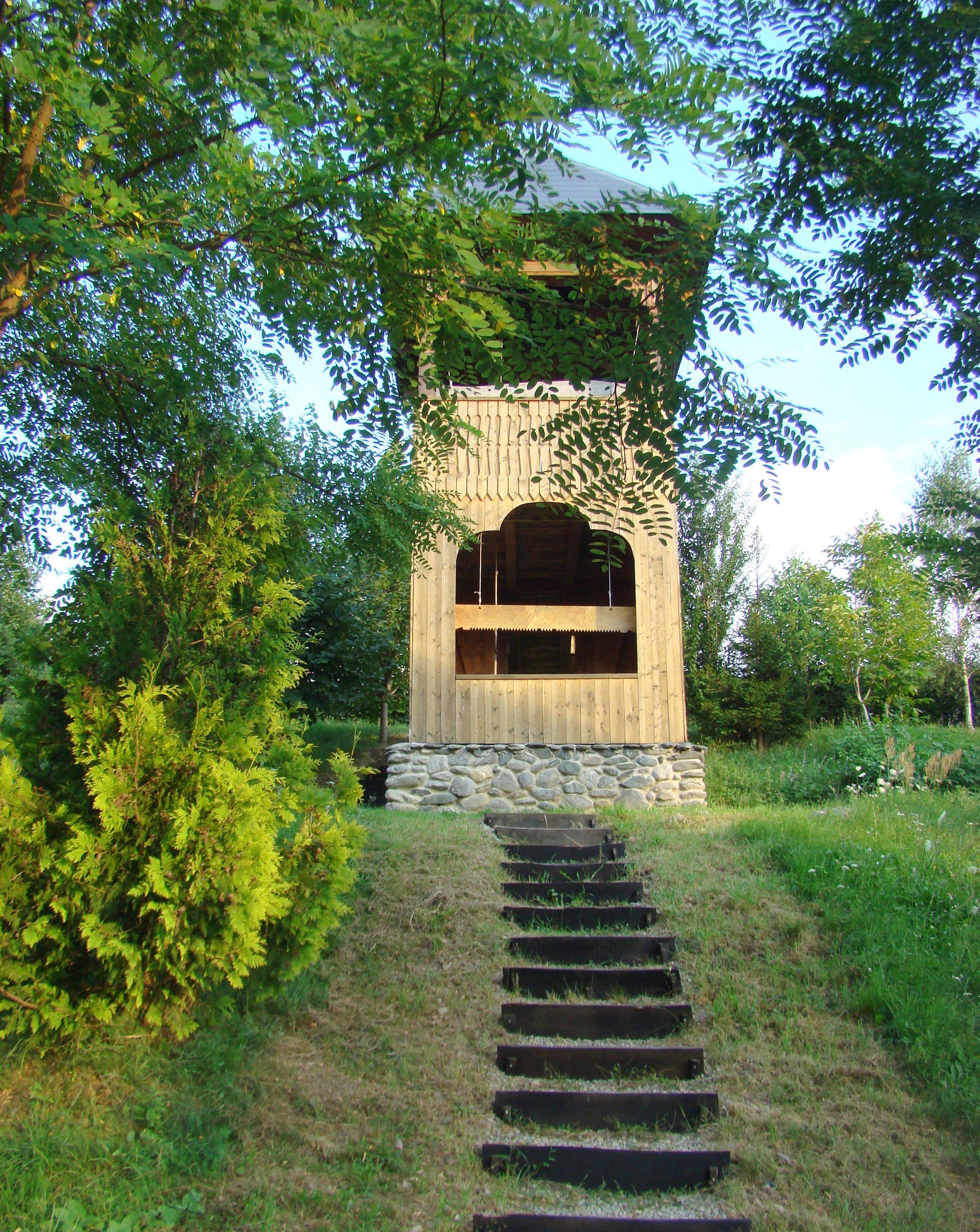
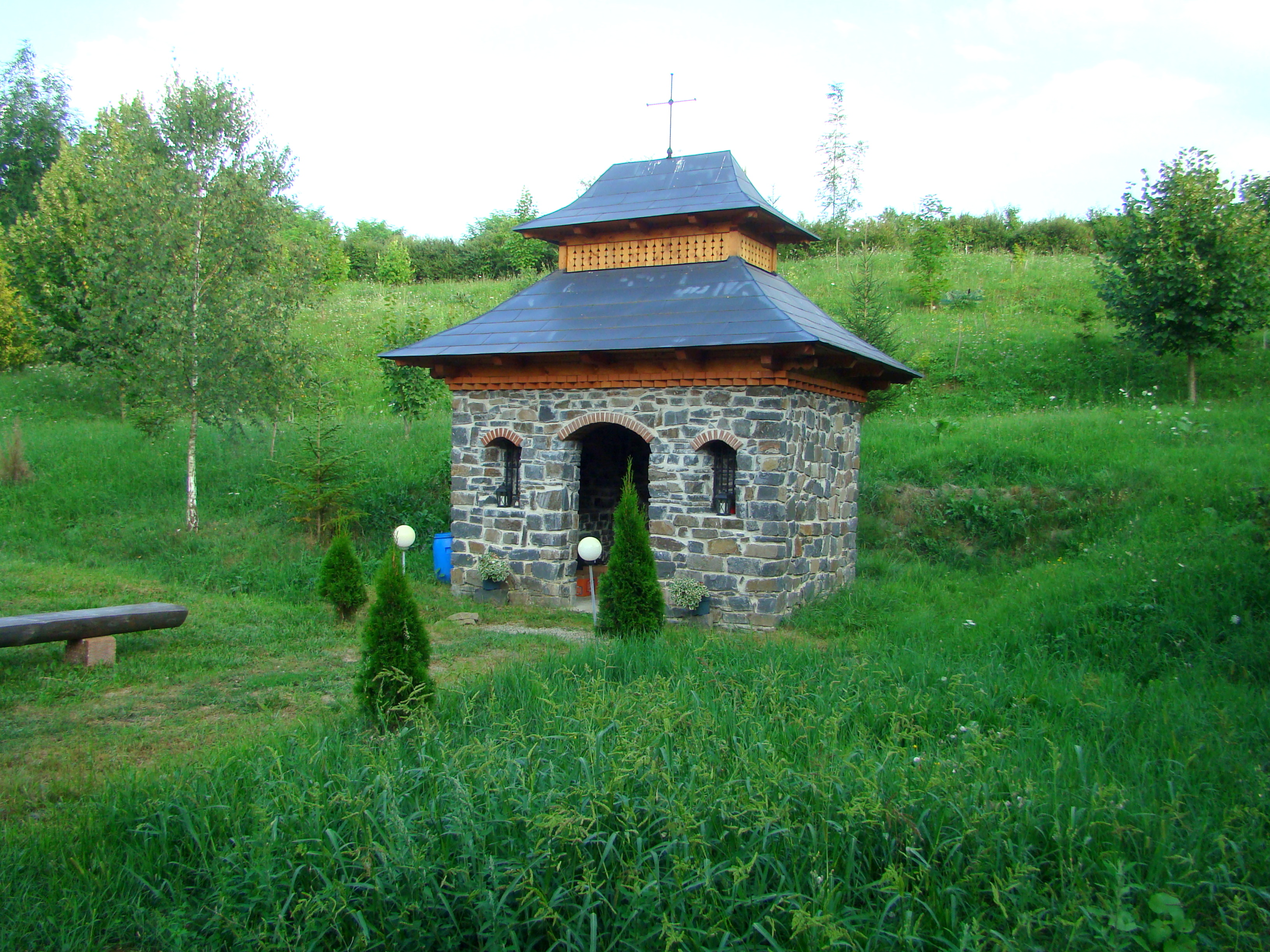
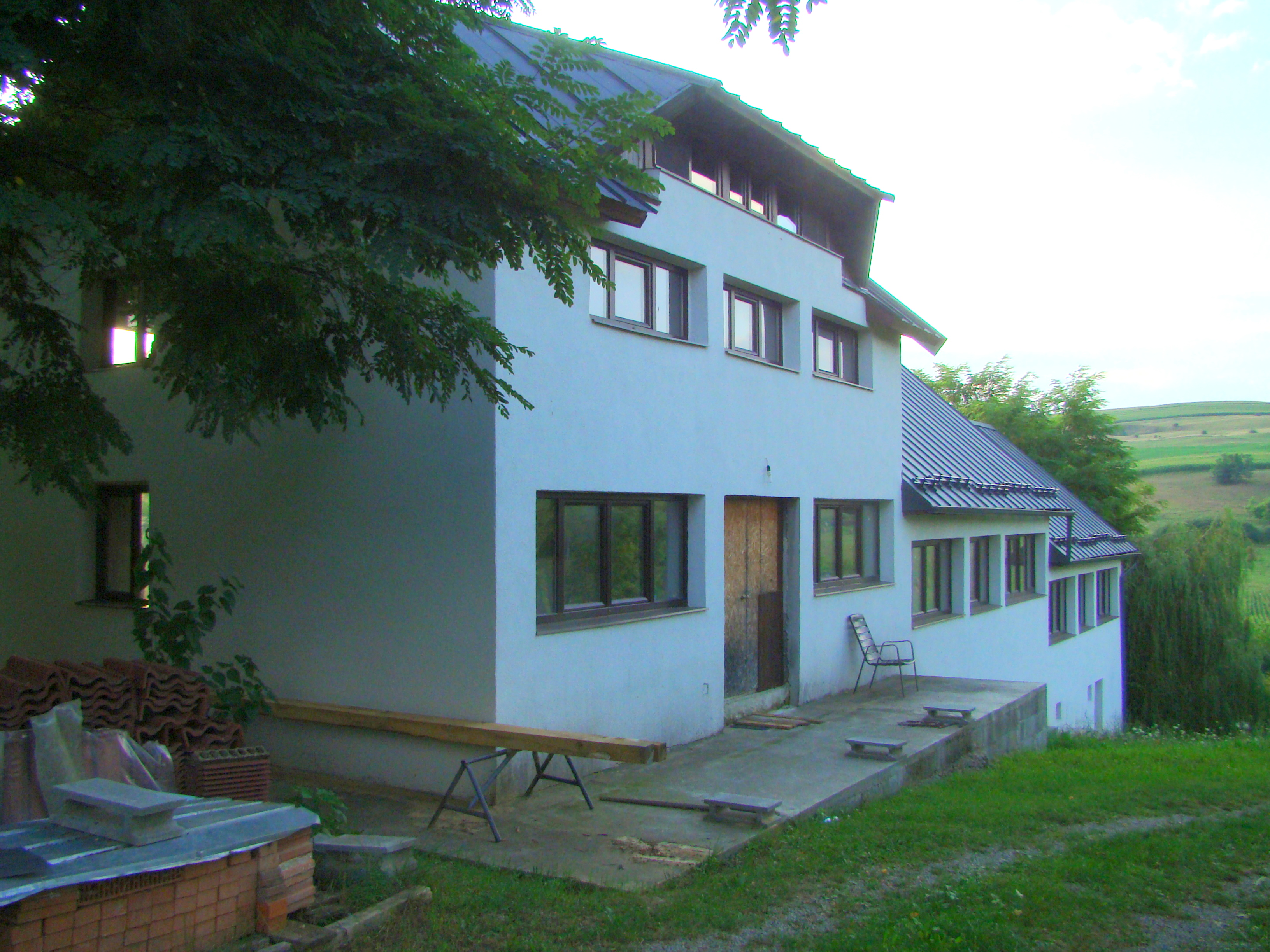
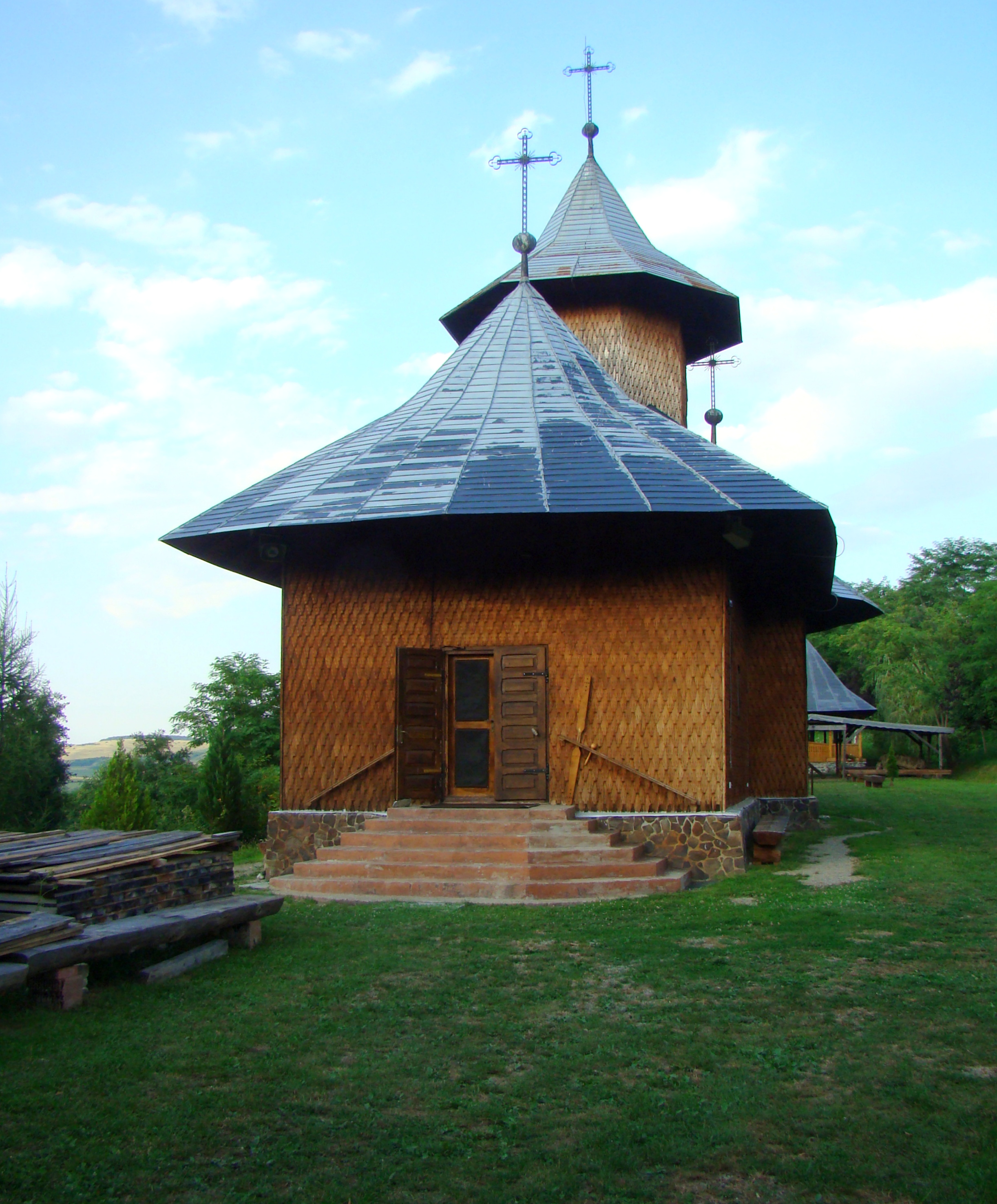
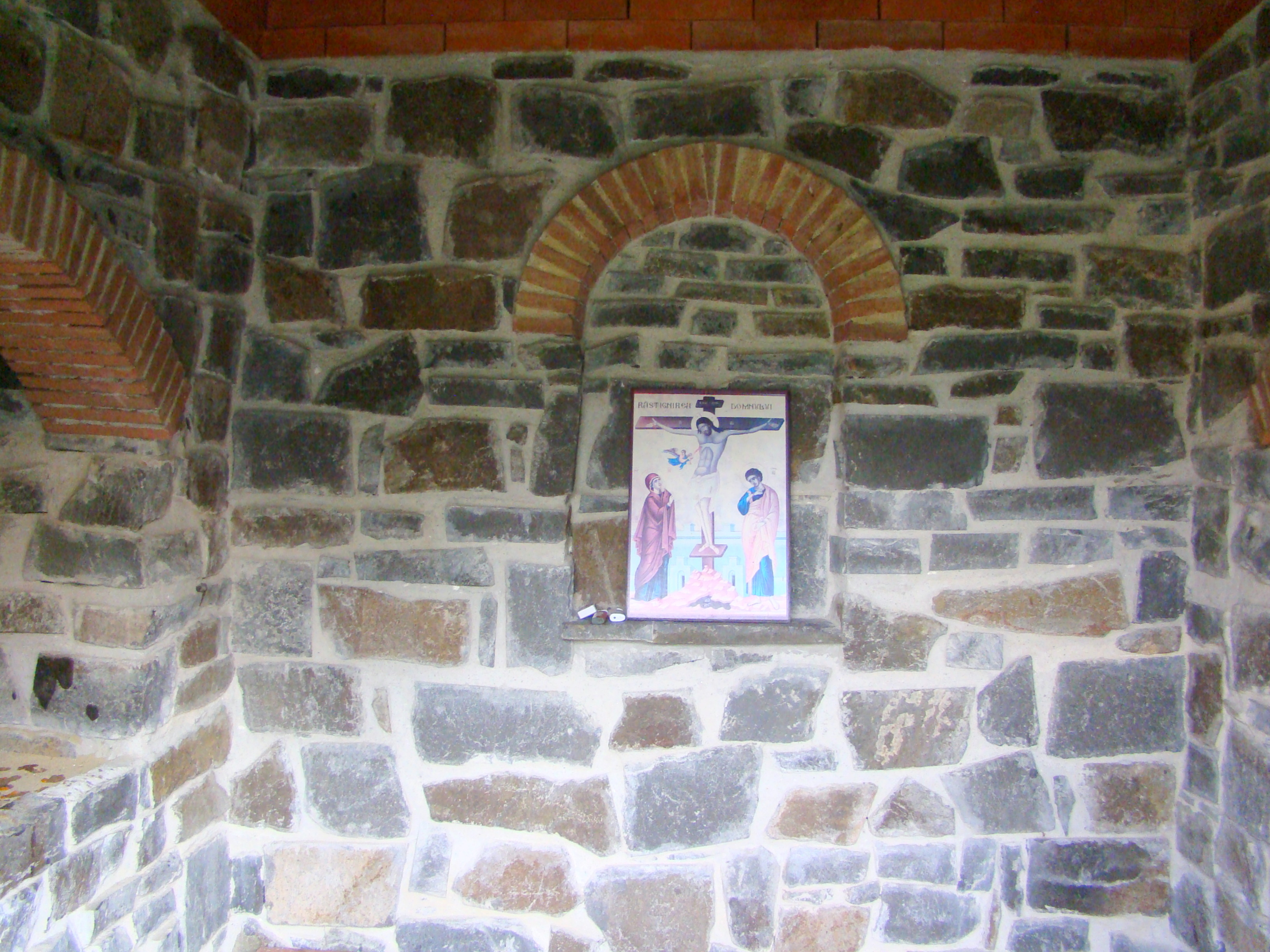
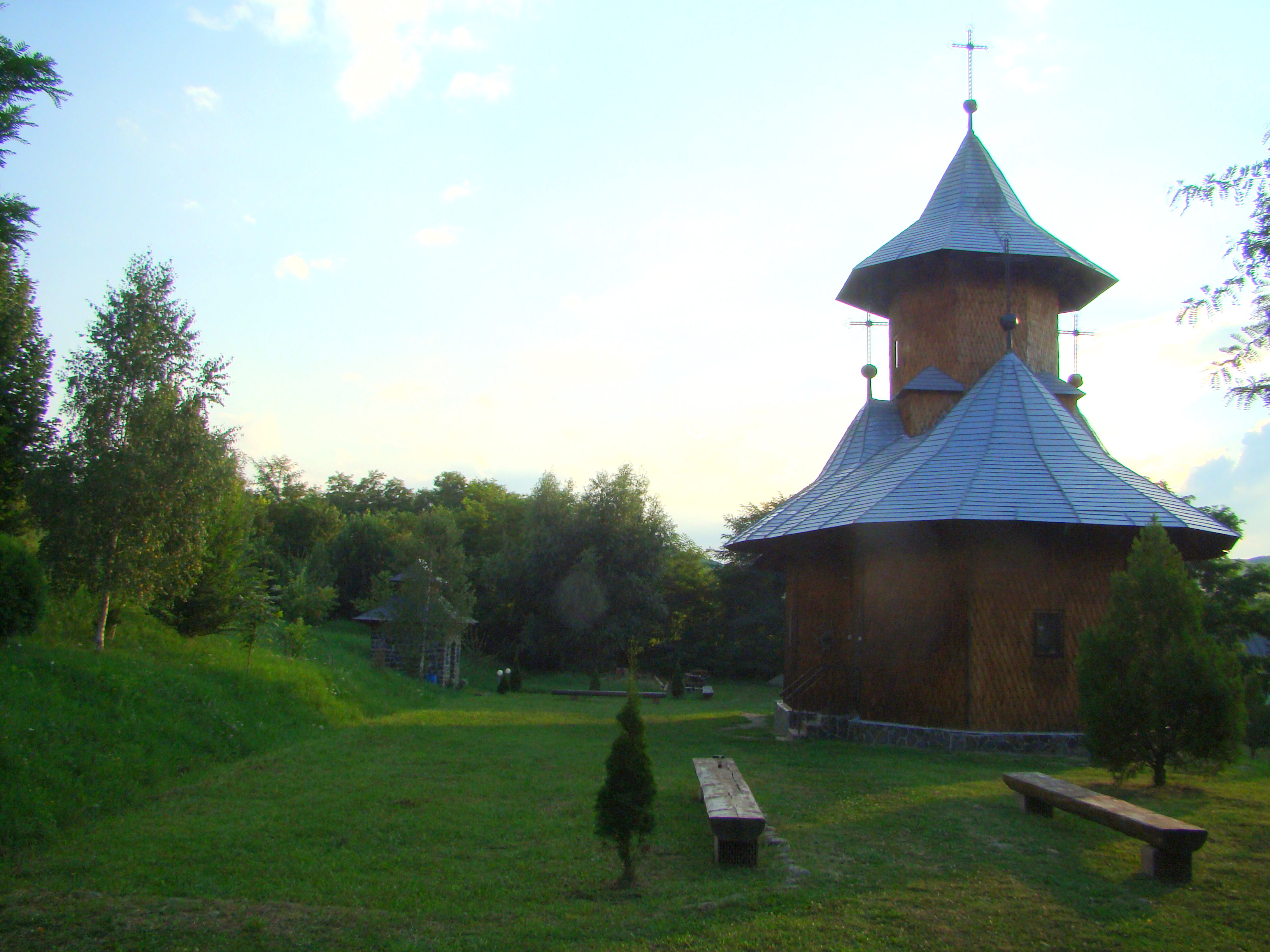
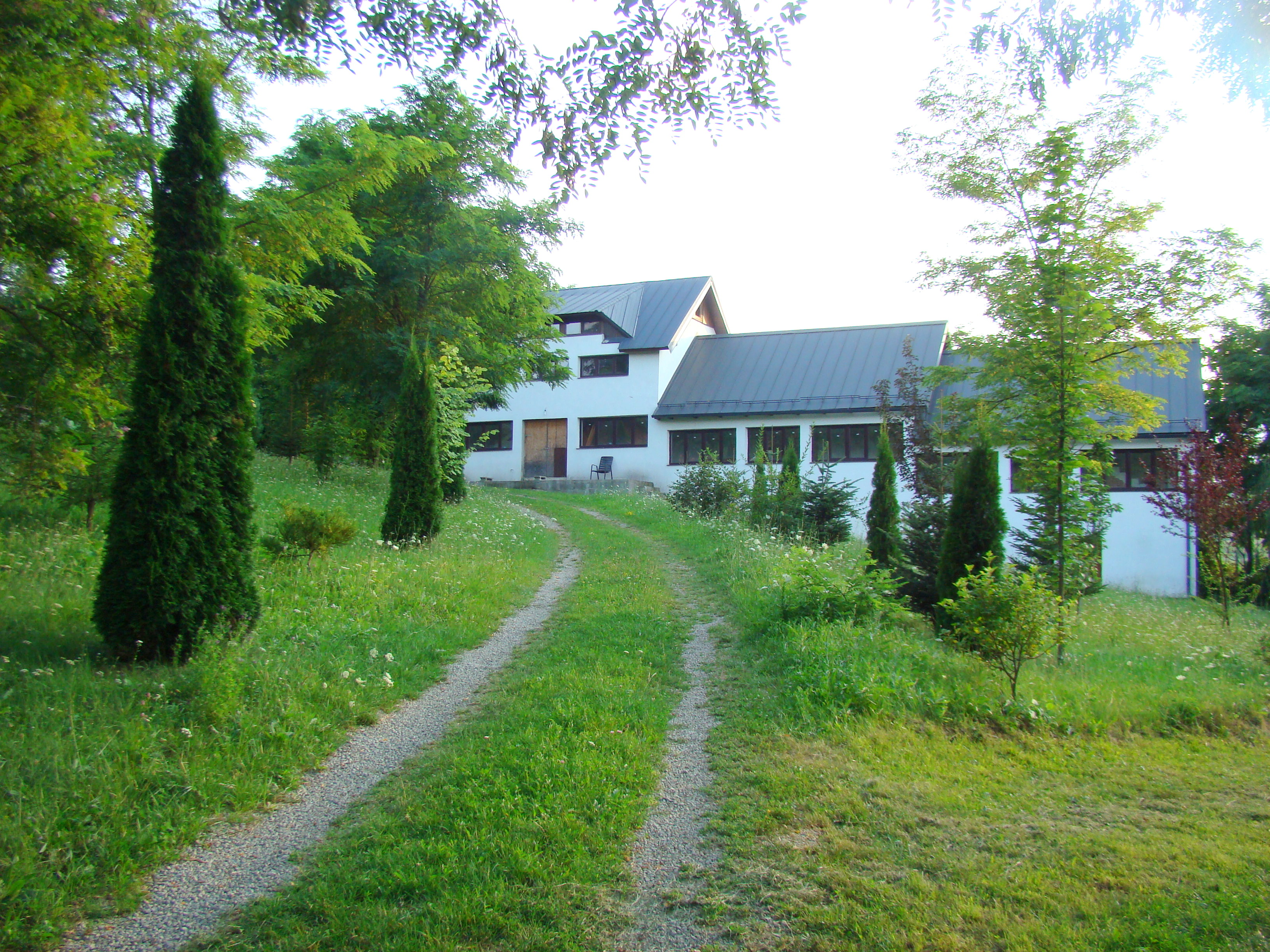
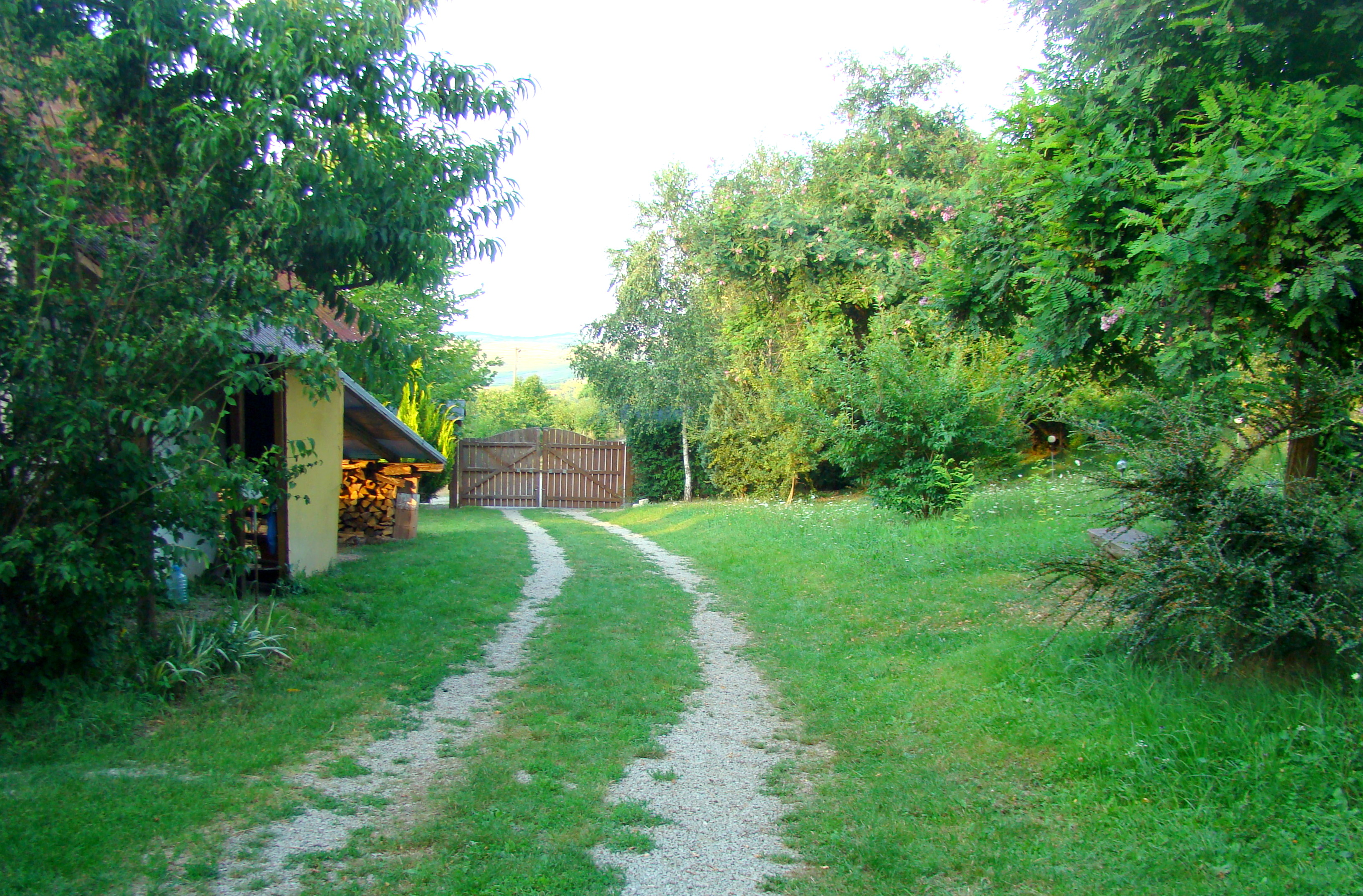